# Robert Griffiths
Robert B. Griffiths (* 25. Februar 1937 in Etah, Uttar Pradesh) ist ein US-amerikanischer Physiker, der an der Carnegie Mellon University in Pittsburgh, Pennsylvania lehrt.

## Leben und Werk
Griffiths studierte an der Princeton University (Bachelor 1957) und der Stanford University (Master-Abschluss 1958), wo er 1962 promovierte. Ab 1964 war er zunächst Assistant Professor an der Carnegie Mellon University, an der er 1969 Professor wurde. Von 1979 bis 2014 war er dort Otto Stern University Professor of Physics. 1969 war er Gastprofessor an der SUNY. Seit 2015 ist er emeritiert.
Griffiths ist für seine Arbeiten zur mathematischen statistischen Mechanik in den 1960er und 1970er Jahren bekannt, z. B. über das Isingmodell (Griffiths Ungleichungen für Korrelationen in diesem Modell) oder
auch zu dem Blume-Emery-Griffiths (BEG)-Modell, das insbesondere prototypisch einen trikritischen Punkt beschreibt.
Er entwickelte ab 1984 mit Roland Omnès, Murray Gell-Mann, James Hartle und anderen die "Consistent Histories" (siehe auch Dekohärenz)- Interpretation der Quantenmechanik. Sie basiert auf der Kopenhagener Deutung von Niels Bohr, nach der niemals mehrere Eigenschaften eines Teilchens gleichzeitig gemessen werden können. Sie müssen daher nacheinander gemessen und zu einer "konsistenten Geschichte" zusammengeführt werden.
1984 erhielt er den Dannie-Heineman-Preis für mathematische Physik. 1987 wurde er in die National Academy of Sciences gewählt. 1966 wurde er Sloan Research Fellow.